# (26808) 1982 VB4
1982 في بي 4 (ويعرف أيضًا باسم (26808) 1982 في بي 4 وفق تسمية الكوكب الصغير) (بالإنجليزية: 1982 VB4)‏ هو كويكب ضمن حزام الكويكبات؛ وترتيبه 26808 من حيث الاكتشاف.
اكتُشف هذا الجُرم الفلكي بواسطة Hiroki Kosai ‏ في 14 نوفمبر 1982.

## وصلات خارجية
- (26808) 1982 VB4 في قاعدة بيانات مختبر الدفع النفاث لأجرام النظام الشمسي الصغيرة

- الاكتشاف · مخطط المدار ·  العناصر المدارية · المعلمات المادية

- (26808) 1982 VB4 على موقع ويكي سكاي: DSS2, SDSS, GALEX, IRAS, Hydrogen α, X-Ray, Astrophoto, Sky Map, Articles and images